# Yeoryos Demetis
Yeoryos Demetis –en griego, Γεώργιος Δεμέτης– (18 de julio de 1986) es un deportista griego que compitió en natación. Ganó una medalla de bronce en el Campeonato Europeo de Natación de 2006, en la prueba de 4 × 200 m libre.

## Palmarés internacional
| Campeonato Europeo | Campeonato Europeo | Campeonato Europeo | Campeonato Europeo |
| Año                | Lugar              | Medalla            | Prueba             |
| ------------------ | ------------------ | ------------------ | ------------------ |
| 2006               | Budapest (Hungría) | Medalla de bronce  | 4 × 200 m libre    |